# Holcosus niceforoi
Holcosus niceforoi là một loài thằn lằn trong họ Teiidae. Loài này được Dunn mô tả khoa học đầu tiên năm 1943.